# Souto Maior (Trancoso)
Souto Maior é uma povoação portuguesa do Município de Trancoso que foi sede da extinta Freguesia de Souto Maior, freguesia que tinha 6,18 km² de área e 131 habitantes (2011), e, por isso, uma densidade populacional de 21,2 hab/km².
Em 2013, Freguesia de Souto Maior foi extinta (agregada) tendo o seu território passado a fazer parte da nova União das Freguesias de Trancoso (São Pedro e Santa Maria) e Souto Maior.

## População
| População da freguesia de Souto Maior | População da freguesia de Souto Maior | População da freguesia de Souto Maior | População da freguesia de Souto Maior | População da freguesia de Souto Maior | População da freguesia de Souto Maior | População da freguesia de Souto Maior | População da freguesia de Souto Maior | População da freguesia de Souto Maior | População da freguesia de Souto Maior | População da freguesia de Souto Maior | População da freguesia de Souto Maior | População da freguesia de Souto Maior | População da freguesia de Souto Maior | População da freguesia de Souto Maior |
| ------------------------------------- | ------------------------------------- | ------------------------------------- | ------------------------------------- | ------------------------------------- | ------------------------------------- | ------------------------------------- | ------------------------------------- | ------------------------------------- | ------------------------------------- | ------------------------------------- | ------------------------------------- | ------------------------------------- | ------------------------------------- | ------------------------------------- |
| 1864                                  | 1878                                  | 1890                                  | 1900                                  | 1911                                  | 1920                                  | 1930                                  | 1940                                  | 1950                                  | 1960                                  | 1970                                  | 1981                                  | 1991                                  | 2001                                  | 2011                                  |
| 485                                   | 467                                   | 488                                   | 533                                   | 497                                   | 451                                   | 404                                   | 425                                   | 418                                   | 443                                   | 309                                   | 244                                   | 166                                   | 145                                   | 131                                   |

			
Por idades em 2001 e 2021			

| 0-14 anos | 15-24 anos | 25-64 anos | 65 e + anos |
| 20 \| 8   | 15 \| 13   | 70 \| 70   | 40 \| 40    |
| 14% \| 6% | 10% \| 10% | 48% \| 53% | 28% \| 31%  |